# Hessen-Marburg

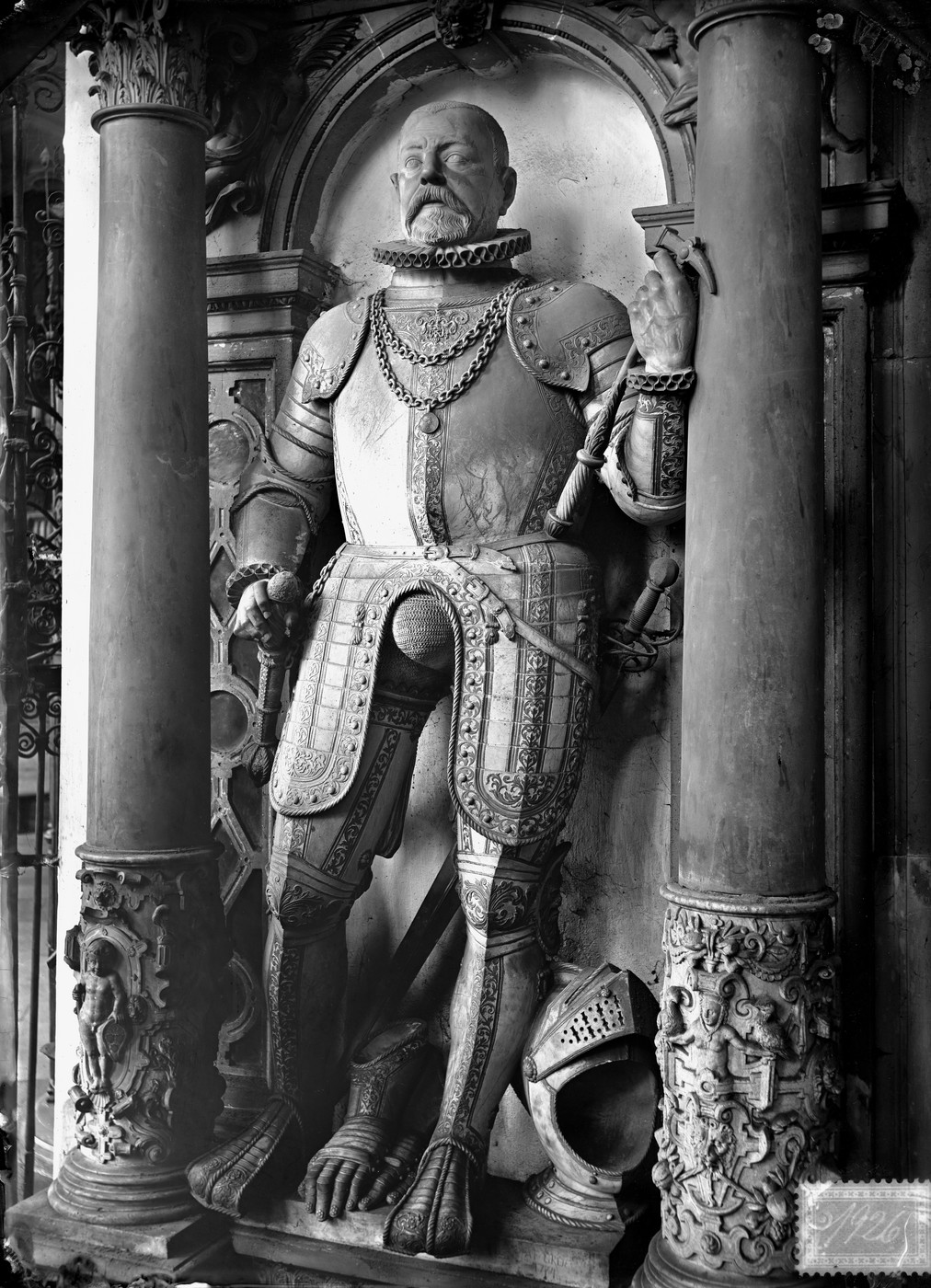
Ludwig IV, Landgraf von Hessen-Marburg

Die Landgrafschaft Hessen-Marburg war eine kurzlebige hessische Landgrafschaft, die 1567 aus der Landgrafschaft Hessen hervorging.

## Geschichte
Landgraf Philipp I. von Hessen verfügte testamentarisch die Aufteilung seines Erbes unter seinen vier Söhnen aus erster Ehe. Sein zweitgeborener Sohn Ludwig IV. erhielt mit Oberhessen, dem sogenannten „Land an der Lahn“, etwa ein Viertel der Landgrafschaft. Er residierte im Schloss Marburg und begründete somit die Linie Hessen-Marburg des Hessischen Fürstenhauses, die jedoch mit seinem Tod 1604 bereits wieder erlosch.
Ludwig IV. konnte sein Herrschaftsgebiet durch Erbe und Ankauf erheblich erweitern. Bis 1599 kamen die Herrschaft Itter, die fehlenden Anteile der Gemeinschaft Bingenheim (ohne Reichelsheim), ein Viertel der Herrschaft über die Stadt Butzbach, Stadt und Amt Lißberg und Ulrichstein, das Gericht Lollar, die Dörfer Heuchelheim, Rodheim, Fellingshausen und Großen-Linden hinzu. Des Weiteren Rosenthal (Hessen), Battenberg (Eder), Mellnau und die Hälfte von Wetter (Hessen), ferner die Dörfer Moischeid, Winterscheid, Lischeid und Heimbach des Amtes Schönstein sowie die Ganerbschaft des Busecker Tals.

## Marburger Erbfolgestreit
Aufgrund seiner Kinderlosigkeit gingen die Gebiete Ludwigs IV. 1604 an seine beiden Neffen, die Landgrafen von Hessen-Kassel und Hessen-Darmstadt, jedoch unter der von ihm verfügten Bedingung, dass der lutherische Bekenntnisstand erhalten bleiben solle. Streitigkeiten um diese Aufteilung sowie der von Landgraf Moritz von Hessen-Kassel vollzogene Wechsel zum reformierten Bekenntnis hatten einen jahrzehntelangen Erbstreit zwischen Hessen-Kassel und Hessen-Darmstadt zur Folge. Im Dreißigjährigen Krieg (1618–1648) kämpften die beiden Landgrafschaften auf unterschiedlichen Seiten. In diesem Kontext kam der unausgewogene Vergleich vom 24. September 1627 zustande. Hessen-Darmstadt erhielt dadurch den überwiegenden Teil der ehemaligen Landgrafschaft Hessen-Marburg. Das aber war nicht von Dauer, führte vielmehr zu weiteren militärischen Auseinandersetzungen zwischen den beiden hessischen Staaten, dem Hessenkrieg, einem Krieg innerhalb des Dreißigjährigen Kriegs. Die Auseinandersetzung wurde erst mit einem Vertrag vom 14. April 1648, den der kurz darauf abgeschlossene Westfälische Friede bestätigte, beigelegt. Hessen-Kassel erhielt dabei etwa ein Viertel von Hessen-Marburg mit der „Hauptstadt“ Marburg, das übrige Erbe blieb bei Hessen-Darmstadt, dessen „Hauptstadt“ Gießen wurde.

## Nachklang
Im 19. Jahrhundert entstanden auf dem ehemaligen Gebiet der Landgrafschaft Hessen-Marburg in der Region Oberhessen zwei Provinzen, die Provinz Oberhessen im Kurfürstentum Hessen und die Provinz Oberhessen im Großherzogtum Hessen.

## Frühere Landgrafschaften Oberhessen
Schon früher war das „Land an der Lahn“, das spätere Oberhessen, zweimal eine von Niederhessen getrennte, selbständige Landgrafschaft:
- 1308 hatten die Söhne des ersten hessischen Landgrafen Heinrich I. das Erbe geteilt; Otto I. war Landgraf von Oberhessen in Marburg geworden, sein Halbbruder Johann hatte als Landgraf von Niederhessen in Kassel regiert. Nach Johanns Tod 1311 waren beide Landesteile jedoch wieder in Ottos Hand vereinigt worden.
- 1458 war Hessen unter den Söhnen Ludwigs I., Ludwig II. und Heinrich III., erneut zweigeteilt worden. Ludwig II. herrschte in Niederhessen, sein Bruder Heinrich III. in Oberhessen. Nach dem erbenlosen Tod von Heinrichs III. einzigem überlebenden Sohn Wilhelm III. gelangten beide Gebiete um 1500 unter Ludwigs II. Sohn Wilhelm II. wieder in eine Hand.